# チュルボメカ マルボレ

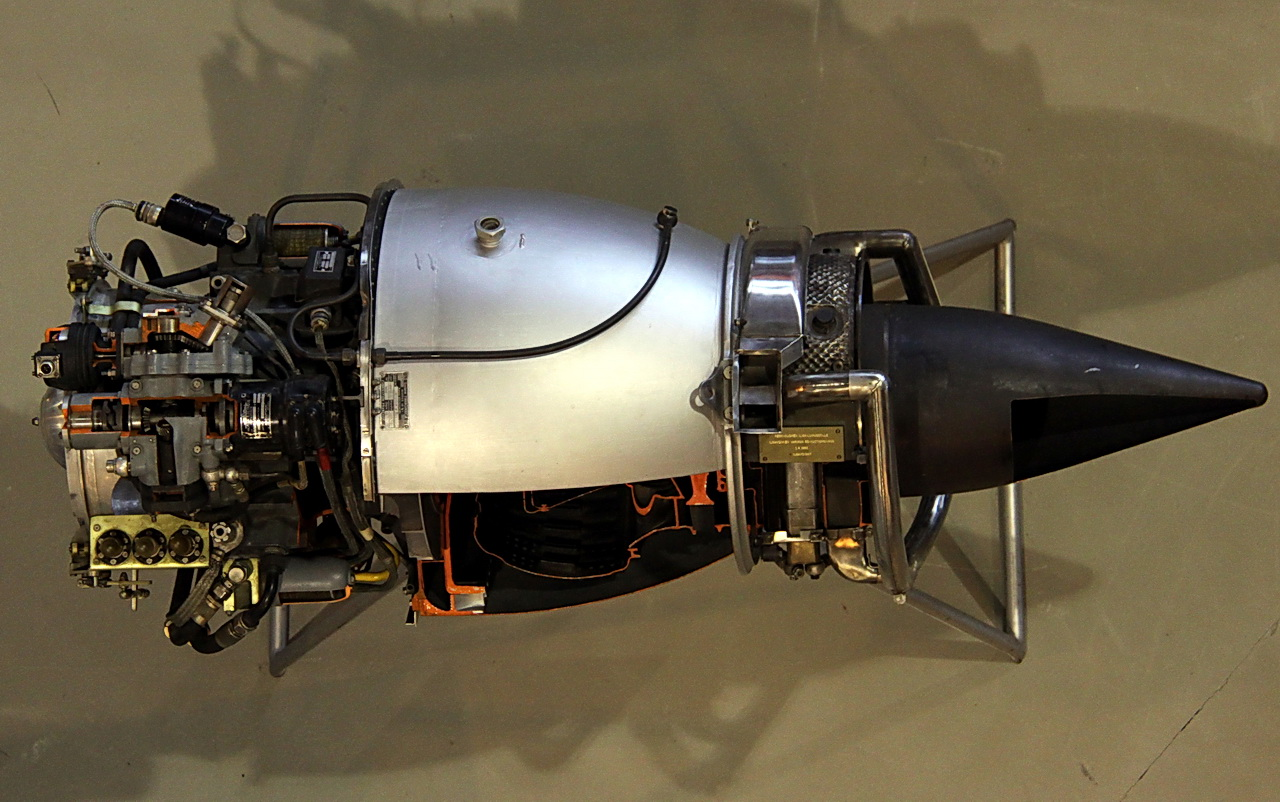
マルボレ II

チュルボメカ マルボレ（Turbomeca Marboré ）は、1950年代から70年代にかけてチュルボメカで生産された小型のターボジェットエンジンである。
このエンジンを最も使用したのはフーガ・マジステールとモラン・ソルニエ MS760 "Paris"である。
アメリカ合衆国のコンチネンタル・モータースでもJ69としてライセンス生産され、T-37およびテムコ TTに搭載された。
最初に量産されたバージョンはマルボレ II（Marboré II）で最大推力は回転数22,500 rpmにおいて880 lbf (3.9 kN)だった。形式はジェットエンジンとしては最も基本的な、1軸式の遠心式圧縮機ターボジェットである。燃料消費は109 gal/hであり、軍用と民間用のバリエーションがある。いくつかの派生型では1段式の軸流式圧縮機を備え、性能を向上している。搭載機や設置状態に応じて外形寸法が異なる。
本エンジンは、より強力な改良型のマルボレ VI (Marboré VI) シリーズに更新されつつある。推力は1080 lbf (4.8 kN)で燃料消費は119 gal/hであり、燃料消費は9%強とわずかに増えたが、推力は約23%増加している。結果的にVIシリーズはIIシリーズを搭載した航空機において換装されたが、旧式のマルボレ II エンジンはまだ入手可能で実験に使用される。
マルボレの原型にあたるMarboré I は、 のちのIII、IVならびにV同様、番号を割り振られただけで量産されなかった。
このシリーズの重量は140kg（310ポンド）である。

## 仕様 (Marboré IIC)
出典:
一般的特性
- 形式: ターボジェット
- 全長: 61.7 in
- 直径: 24.9 in
- 乾燥重量: 358 lb

構成要素
- 圧縮機: 単段、遠心式
- 燃焼器: シングルアニュラー式
- タービン: 単段

性能
- 推力: 880 lbf 22,600 rpm時
- タービン入口温度: 650 C
- 出力重量比:

### 注記
1. ↑  FAA Type Certificate Data Sheet Retrieved: 2 November 2008

### 履歴
- Gunston, Bill. World Encyclopedia of Aero Engines. Cambridge, England. Patrick Stephens Limited, 1989. ISBN 1-85260-163-9